# Psectrocladius zetterstedti
Psectrocladius zetterstedti är en tvåvingeart som beskrevs av Lars Zakarias Brundin 1949. Psectrocladius zetterstedti ingår i släktet Psectrocladius och familjen fjädermyggor. Arten är reproducerande i Sverige. Inga underarter finns listade i Catalogue of Life.